# Prapimporn Karnchanda
Prapimporn Karnchanda (ประพิมพ์พร กาญจันดา) is een  Thaise actrice en stuntvrouw.

## Biografie
In 2004 maakte Prapimporn haar filmdebuut in Night Falcon. Sinds 2004 heeft zij in een aantal films gespeeld. Als actrice trok ze internationaal de aandacht met haar rol als Chenne in de film Blood Monkey uit 2007, geregisseerd door Robert Young.

## Filmografie
- 2007: Blood Monkey - als Chenne
- 2008: The King Cobra - als Narinthorn[2]
- 2011: The Lady als Khin Kyi[3]